# Mazzini canta Battisti
Mazzini canta Battisti, pubblicato nel 1994, è una raccolta della cantante italiana Mina.
Distribuito anche su vinile.
Nel 2012, questa raccolta è stata rimossa dalla discografia sul sito ufficiale minamazzini.com.

## Descrizione
Giocando sulla suggestione risorgimentale, e sui cognomi della cantante "Mazzini" e dell'autore "Battisti", Mina presenta il secondo album dedicato al grande Lucio Battisti.
Contrariamente a Minacantalucio inciso di sana pianta, Mazzini canta Battisti è una raccolta di brani provenienti da altri album, e contiene solamente due inediti incisi per l'occasione, Perché no  e  Il leone e la gallina.
La traccia numero 12  è presente sotto forma di medley, mentre nel disco originale (Mina Live '78) i brani appaiono separati.
Per la prima volta in tutta la sua carriera discografica Mina appare con il cognome in copertina.

## Tracce
1. Perché no (Inedito) – 5:12 (testo: Mogol – musica: Lucio Battisti)
2. Nessun dolore (Tratta da Rane supreme, 1987) – 4:16 (testo: Mogol – musica: Lucio Battisti)
3. Io e te da soli (Tratta da Del mio meglio, 1971) – 4:37 (testo: Mogol – musica: Lucio Battisti)
4. Amor mio (Tratta da Mina, 1971) – 4:49 (testo: Mogol – musica: Lucio Battisti)
5. La mente torna (Tratta da Del mio meglio n. 2, 1973) – 4:26 (testo: Mogol – musica: Lucio Battisti)
6. Eppur mi son scordato di te (Tratta da Finalmente ho conosciuto il conte Dracula..., 1985) – 3:34 (testo: Mogol – musica: Lucio Battisti)
7. Io vorrei... non vorrei... ma se vuoi... (Tratta da Uiallalla, 1989) – 3:13 (testo: Mogol – musica: Lucio Battisti)
8. Il leone e la gallina (Inedito) – 3:52 (testo: Mogol – musica: Lucio Battisti)
9. E penso a te (Tratta da Dalla Bussola, 1972) – 3:26 (testo: Mogol – musica: Lucio Battisti; edizioni musicali Acqua azzurra)
10. Insieme (Tratta da ...quando tu mi spiavi in cima a un batticuore..., 1970) – 4:12 (testo: Mogol – musica: Lucio Battisti)
11. Acqua azzurra, acqua chiara (Tratta da Catene, 1984) – 4:13 (testo: Mogol – musica: Lucio Battisti)
12. Emozioni / Ancora tu / Si, viaggiare / I giardini di marzo (Tratte da Mina Live '78, 1978) – 9:33 (testo: Mogol – musica: Lucio Battisti)

## Musicisti
Arrangiamenti-direzione d'orchestra:
- Massimiliano Pani (1.2.7.8.)
- Gian Piero Reverberi (3.4.5.)
- Mario Robbiani-Massimiliano Pani (6)
- Pino Presti (9.12.)
- Detto Mariano (10)
- Victor Bach (11)

Tecnico del suono: Nuccio Rinaldis

## Classifiche

### Classifiche settimanali
| Classifica (1994) | Posizione massima |
| ----------------- | ----------------- |
| Italia            | 5                 |

### Classifiche di fine anno
| Classifica (1994) | Posizione |
| ----------------- | --------- |
| Italia            | 33        |